# 鄭佩芬
鄭佩芬，臺灣媒體人、作家。父親鄭炎曾擔任軍醫院院長與第三、四屆臺北縣議員。

## 生平概略
1952年至1964年居住於臺北縣深坑鄉埤腹路（今臺北市文山區和興路），雷震為其鄰居。
1964年進入國立成功大學。
1972年，進入中央日報工作。
1984年作品《縱橫天下》獲得第十屆（舊制）國家文藝獎。
2019年10月23日，因在政論節目的「換連3.0」言論，遭國民黨中常會開除黨籍。

## 著作
《縱橫天下》(1984)
《權力與魅力》(1986)
《當代權貴》(1992)
《近看兩蔣家事與國事: 一九四五～一九八八軼事見聞錄》(2017)
《時代人物的另一張臉》(2018)

## 其他
- 2023年3月31日，鄭佩芬在《年代向錢看》節目中，批評前總統馬英九訪問中國大陸，是配合中共政權的統戰技倆。[7]